# Tadeusz Zaskórski
Tadeusz Zaskórski (ur. 15 stycznia 1924 w Cudkowie, zm. 28 stycznia 2006 w Miliczu) – polski inżynier i działacz związkowy, senator I kadencji (1989–1991). 

## Życiorys
W czasie II wojny światowej walczył w Armii Krajowej, przebywał również w obozie pracy w Niemczech. Po zakończeniu okupacji osiadł na Dolnym Śląsku – pracował w Zakładach Gazowniczych w Wałbrzychu, pobierał nauki w Gimnazjum i Liceum Ogólnokształcącym dla Pracujących, następnie zaś uzyskał dyplom technika i mechanika we Wrocławiu. Należał do Polskiego Stronnictwa Ludowego (1945–1947). W latach 1955–1961 studiował budowę maszyn na Politechnice Częstochowskiej. 
W 1963 został zatrudniony w Fabryce Maszyn Górniczych w Piotrkowie Trybunalskim „Pioma” (był m.in. szefem kontroli jakości). Pracował jako nauczyciel w Technikum dla Pracujących w Piotrkowie Trybunalskim, z którego został zwolniony z powodów politycznych w 1971. W 1980 zaangażował się w działalność w NSZZ „Solidarność”, był m.in. członkiem Rady Pracowniczej. 
Zasiadał w zarządzie wojewódzkim Klubu Techniki i Racjonalizacji. W latach 1989–1991 sprawował mandat senatorski z ramienia NSZZ „Solidarność” – został wybrany w województwie piotrkowskim. W 1990 z jego inicjatywy została powołana fundacja pod nazwą Obiekt Zabytkowy Opactwo Cystersów w Sulejowie, zajmująca się odnową i konserwacją zabytkowych obiektów opactwa. Tadeusz Zaskórski do śmierci pełnił funkcję jej prezesa.